# Rostbukig kortvinge
Rostbukig kortvinge (Brachypteryx hyperythra) är en asiatisk fågelart som numera placeras i familjen flugsnappare inom ordningen tättingar. Den förekommer endast i östra Himalaya. Arten är fåtalig och tros minska i antal. IUCN kategoriserar den därför som nära hotad.

## Utseende och läten
Rostbukig kortvinge är en liten (13 cm) fågel med rostorange strupe och undersida. Hanen är mörkblå ovan med ett tunt ögonbrynsstreck. Honan är mörkt olivbrun ovan. Båda könen är vitaktiga på bukens mitt. Sången är en snabb melodi som inleds med "tu-tiu" eller "wi-tu" och avslutas abrupt.

## Utbredning och systematik
Rostbukig kortvinge är endemisk för östra Himalaya, där den är känd från Västbengalen, Sikkim, Assam, Arunachal Pradesh och möjligen Nagaland i Indien, norra Myanmar och nordvästra Yunnan i Kina. Den verkar vara sparsamt och lokalt förekommande, men det kan bero på dess otillgängliga utbredningsområde, som sannolikt även inkluderar Bhutan, möjligen Nepal och sydöstra Tibet. Den behandlas som monotypisk, det vill säga att den inte delas in i några underarter.

### Familjetillhörighet
Kortvingarna i Brachypteryx ansågs fram tills nyligen liksom bland andra näktergalar, stenskvättor, stentrastar och buskskvättor vara små trastar. DNA-studier visar dock att de är marklevande flugsnappare (Muscicapidae) och förs därför numera till den familjen.

## Levnadssätt
Sommartid återfinns arten i tät undervegetion och bambu (Arundinaria) i städsegröna bergsskogar på mellan 1800 och 3000 meters höjd. Vintertid frekventerar den täta vassbälten, buskmarker och väl bevuxna raviner från 450 till åtminstone 2950 meters höjd. Nyligen har den även påträffats ner till 150 meter i elefantgräs (Saccharum ravennae). Fågeln födosöker lågt i vegetationen och på marken. I dess mage har man hittat skalbaggar. Dess häckningsbiologi är okänd, men tros häcka mellan april och juni när den sjunger som mest intensivt.

## Status och hot
Rostbukig kortvinge har ett litet utbredningsområde och tros ha en rätt liten världspopulation på mellan 6.000 och 15.000 vuxna individer. Den tros också minska i antal till följd av habitatförlust. Internationella naturvårdsunionen IUCN kategoriserar den därför som nära hotad (NT), men noterar att sentida studier visar att den är något vanligare och vidare spridd än man tidigare trott.